# Szabados Zsuzsa
Szabados Zsuzsa (névvariáns: Szabados Zsuzsanna; Isaszeg, 1950. október 5. –) magyar színésznő.

## Életpálya
Isaszegen született 1950-ben. Pályáját amatőr színészként kezdte a budapesti Pinceszínházban 1969-ben. 1973-tól a Budapesti Gyermekszínház tagja volt. 1977-ben színészként diplomázott a Színház- és Filmművészeti Főiskolán, Kazán István osztályában. 1977-től 1983-ig a szolnoki Szigligeti Színház tagja volt. 1985-től az Arany János Színházban, 1994-től az Új Színházban szerepelt. 1994-ben elvégezte Színház- és Filmművészeti Főiskola drámapedagógusi szakát. Szabadfoglalkozású színművésznő, játszott többek között a Kalocsai Színházban, a Gropius Színházi Műhely produkcióiban, az Újpest Színházban, a Mu Színházban, az RS9 Színházban, a Spinoza Színházban, a Fészek Színházban, a Nemzeti Színházban is. 
Beszédtanárként és drámapedagógusként tanítással is foglalkozik.

## Fontosabb színházi szerepei
- Tömöry Márta – Korcsmáros György: A csizmás kandúr... Csizmás kandúr
- William Shakespeare: A két veronai nemes... Júlia
- Lionel Bart: Oliver... Nancy
- Erich Kästner – Mosonyi Aliz: Emil és a detektívek... Kiskedd
- Jevgenyij Lvovics Svarc: Hókirálynő... Hercegkisasszony
- Maurice Maeterlinck: A kék madár... Az éj asszony
- Keleti István: Az ördög három aranyhajszála... Ilonka nénje
- Carlo Collodi – Litvai Nelli: Pinokkió... Pinokkió
- Tarbay Ede: A három kövér... Sznok
- Füst Milán: Boldogtalanok... Víg Vilma
- Török Sándor: Csilicsala csodái... Balog Gyuszi
- Molnár Ferenc: Az üvegcipő... Angol társalkodónő
- Bujdosó Dezső: Hívás... szereplő
- Mese a tébolyról és az ép észről (Zenés oratórium a holocaust-ról és a magyarságról)... szereplő
- Phaedra 2000... szereplő
- Molière: A fösvény... Claude asszony
- Csiky Gergely: Ingyenélők... Tulipánné
- Huszka Jenő – Martos Ferenc – Darvas Szilárd – Gádor Béla: Lili bárónő... Illésházy Agatha grófnő
- Litvai Nelli: Világszép nádszálkisasszony... Dadus (Öregasszony, Sárkány, Farkas)
- Prima matéria / A madarak tanácskozása – 1. előadás tanulmány... szereplő
- Solutio – A madarak tanácskozása – 2. előadás tanulmány... szereplő
- Zalán Tibor: Angyalok a tetőn... Boszorka
- Jule Styne – Bob Merill – Isobel Lennart: Funny Girl... Mrs. Meeker
- Cziczó Attila: TI (Terra Incognita)... Jó
- Rideg Sándor: Indul a bakterház... Banya
- Pilinszky János: KZ Oratórium... Kisfiú
- Witold Gombrowicz: Operett... Albertinka mamája

## Filmek, tv
- Lány a nagyvárosban
- Leányvásár
- Az ördög három aranyhajszála
- Állványokon (1972)
- Tigrisugrás (1974)
- Különös mátkaság (1975)
- Lidérces álmok (1978)
- Félkész cirkusz (1978)
- Különös mátkaság (1984)
- Senki nem tér vissza (sorozat) 1. rész; 3. rész (1987)
- Alapképlet (1989)
- Budakeszi srácok (2006)
- Szájhősök (2012)
- Tömegsír (2013)
- Lámpaláz (2014)
- Mintaapák (2021)
- Mellékhatás (2023)
- Brigi és Brúnó (2023)
- Valami madarak (2023)
- …a szomszéd tehene (2024)

## Díjai, elismerései
- Szocialista Kultúráért érdemérem (1988)[2]